# پیتر بننسون
پیتر بننسون (به انگلیسی: Peter Benenson) (زادهٔ ۳۱ ژوئیه ۱۹۲۱ در لندن — درگذشتهٔ ۲۵ فوریه ۲۰۰۵ در آکسفورد) وکیل و مدافع حقوق بشر بریتانیایی است. وی بنیانگذار گروه حقوق بشر عفو بین‌الملل می‌باشد که در سال ۲۰۰۱ جایزه پراید بریتانیا را به پاس یک عمر دستاورد دریافت کرد.

## زندگی
او در لندن در یک خانواده یهودی متولد شد و تنها پسر برن فلورای روسی، و هارولد سولومن بریتانیایی بود. وقتی ۹ ساله بود پدرش بر اثر جراحت جنگی درگذشت. در سن شانزده سالگی او با کمک مدارس دیگر برای کودکان یتیم شده در جنگ داخلی اسپانیا، کمک جمع‌آوری می‌کرد.